# Episodi di Slattery's People (prima stagione)
La prima stagione della serie televisiva Slattery's People è andata in onda negli Stati Uniti dal 21 settembre 1964 al 16 aprile 1965 sulla CBS.
| nº | Titolo originale                                    | Prima TV USA      |
| -- | --------------------------------------------------- | ----------------- |
| 1  | Question: What Is Truth?                            | 21 settembre 1964 |
| 2  | Question: Why the Lonely?... Why the Misbegotten?   | 28 settembre 1964 |
| 3  | Question: Remember the Dark Sins of Youth?          | 5 ottobre 1964    |
| 4  | Question: What Ever Happened to Ezra?               | 12 ottobre 1964   |
| 5  | Question: What Are You Doing Out There, Waldo?      | 19 ottobre 1964   |
| 6  | Question: What Became of the White Tortilla?        | 26 ottobre 1964   |
| 7  | Question: Where Vanished the Tragic Piper?          | 2 novembre 1964   |
| 8  | Question: Is Laura the Name of the Game?            | 9 novembre 1964   |
| 9  | Question: What's a Genius Worth This Week?          | 16 novembre 1964  |
| 10 | Question: What Is Honor, What Is Death?             | 23 novembre 1964  |
| 11 | Question: Do the Ignorant Sleep in Pure White Beds? | 30 novembre 1964  |
| 12 | Question: Which One Has the Privilege?              | 7 dicembre 1964   |
| 13 | Question: How Long Is the Shadow of a Man?          | 1º gennaio 1965   |
| 14 | Question: What Is a Requiem for a Loser?            | 8 gennaio 1965    |
| 15 | Question: What Did You Do All Day, Mr. Slattery?    | 15 gennaio 1965   |
| 16 | Question: How Do You Fall in Love with a Town?      | 22 gennaio 1965   |
| 17 | Question: Does Nero Still at Ringside Sit?          | 5 febbraio 1965   |
| 18 | Question: How Do You Catch a Cool Bird of Paradise? | 12 febbraio 1965  |
| 19 | Question: When Do We Hang the Good Samaritan?       | 19 febbraio 1965  |
| 20 | Question: Is Democracy Too Expensive This Year?     | 26 febbraio 1965  |
| 21 | Question: Did He Who Made the Lamb Make Thee?       | 5 marzo 1965      |
| 22 | Question: Who You Taking to the Main Event, Eddie?  | 12 marzo 1965     |
| 23 | Question: What's New in Timbuctoo?                  | 19 marzo 1965     |
| 24 | Question: Bill Bailey, Why Did You Come Home?       | 2 aprile 1965     |
| 25 | Question: What Time Is the Next Bandwagon?          | 9 aprile 1965     |
| 26 | Question: What's a Swan Song for a Sparrow?         | 16 aprile 1965    |

## Question: What Is Truth?
- Prima televisiva: 21 settembre 1964
- Diretto da: Lamont Johnson
- Scritto da: James E. Moser

### Trama
- Guest star: Berkeley Harris (senatore Bart Elliott), Garry Walberg (Alan Morrow), Malachi Throne (Carl Butler), Leora Dana (Mary Sanborn), Elizabeth Allen (Pat Russell), James Whitmore (Harry Sanborn)

## Question: Why the Lonely?... Why the Misbegotten?
- Prima televisiva: 28 settembre 1964
- Diretto da: Lamont Johnson
- Scritto da: Barry Trivers

### Trama
- Guest star: Charles Francisco (sergente Donovan), Paul Lambert (Elwood Benson), Torin Thatcher (Walter Cameron), John Dierkes (Tobias Haskell), Richie Haig (Monroe Arnold), Connie Sawyer (Mrs. Weston), George Murdock (giudice Benjamin Lansing), Tommy Sands (Jed Haskell)

## Question: Remember the Dark Sins of Youth?
- Prima televisiva: 5 ottobre 1964
- Diretto da: Robert Gist
- Scritto da: Dean Riesner

### Trama
- Guest star: Joan Blackman (Pat Allison), Steve Ihnat (senatore Buckmaster), Michael Constantine (editore Paul Hungerford), Arthur Hill (dottor George Allison)

## Question: What Ever Happened to Ezra?
- Prima televisiva: 12 ottobre 1964
- Diretto da: Lamont Johnson
- Scritto da: Barry Oringer

### Trama
- Guest star: Richard Kiley (dottor Robert Kelly), Ed Wynn (Ezra Tallicott), Hilda Brawner (Anne Wilder), David White (dottor James Freeman), Charles Thomson (Sanders), Carl Benton Reid (Clyde Crane), Judson Pratt (Heller), Richard Bull (Donovan), Charles H. Radilak (Kronstadt), Burt Mustin (Singleton), Ralph Moody (Martin), Baruch Lumet (Brenner)

## Question: What Are You Doing Out There, Waldo?
- Prima televisiva: 19 ottobre 1964
- Diretto da: Lamont Johnson
- Scritto da: Jack Guss

### Trama
- Guest star: Susan Flannery (Nancy Rossman), Ned Glass (Charles Harmon), Joe Maross (Robert Rossman), Paul Fix (Jonas Ewing), Bea Silvern (Molly Daniel), S. John Launer (senatore Joseph), Sheila Bromley (Mrs. Ewing), Sally Kellerman (Della Murphy)

## Question: What Became of the White Tortilla?
- Prima televisiva: 26 ottobre 1964
- Diretto da: Sydney Pollack
- Scritto da: Jack Guss, William P. McGivern

### Trama
- Guest star: Lane Bradford (Joe Anderson), Felix Locher (vecchio), Míriam Colón (Elena Delgado), Milton Selzer (Harold Leeds), Ricardo Montalbán (Rodriguez)

## Question: Where Vanished the Tragic Piper?
- Prima televisiva: 2 novembre 1964
- Diretto da: Lamont Johnson
- Scritto da: Anthony Lawrence

### Trama
- Guest star: Davey Davison (Annette Rowan), Jason Wintergreen (Mr. Samuels), Lee Grant (Vera Donion), Burt Brinckerhoff (James Rowan), Larry Gates (Angus Rosebury)

## Question: Is Laura the Name of the Game?
- Prima televisiva: 9 novembre 1964
- Diretto da: Lamont Johnson
- Scritto da: Norman Katkov

### Trama
- Guest star: Georgann Johnson (Laura Tamaris), James Hong (Wing Fong), Joyce Meadows (Mrs. Tamiris), James Griffith (Emmett Logan), Dennis Robertson (messaggero), Arthur Peterson (Representative Joe Anderson), Lew Brown (Bryan Chalmers), Jack Warden (Harry Tamiris)

## Question: What's a Genius Worth This Week?
- Prima televisiva: 16 novembre 1964
- Diretto da: Robert Gist
- Scritto da: Jack Guss

### Trama
- Guest star: Cyril Delevanti (Julius Wald), Bert Freed (Garvey Brack), Arch Johnson (Rep. Ed Mahoney), Nancy Berg (Alpha Harrison), George Brenlin (John Morse), Robert H. Harris (Simon Karp), Gavin MacLeod (Lindstrom), Paul Burke (dottor Robert Harrison)

## Question: What Is Honor, What Is Death?
- Prima televisiva: 23 novembre 1964
- Diretto da: Lamont Johnson
- Scritto da: William P. McGivern

### Trama
- Guest star: Len Wayland (Carstairs), Robert Cinder (Gibbond), Philip Abbott (Harry Colby), Jeanette Nolan (Susan Shepherd), Colleen Peters (Marlyn), Barry Sullivan (James Patrick Shepherd)

## Question: Do the Ignorant Sleep in Pure White Beds?
- Prima televisiva: 30 novembre 1964
- Diretto da: Lamont Johnson
- Scritto da: James E. Moser

### Trama
- Guest star: Allan Hunt (Kevin Ellsworth), Lori Martin (Susan), Peggy McCay (Evelyn Breland), Andrew Duggan (Edward Breland), Charles Aidman (Tom Mulgay)

## Question: Which One Has the Privilege?
- Prima televisiva: 7 dicembre 1964
- Diretto da: Lamont Johnson
- Scritto da: Norman Katkov

### Trama
- Guest star: Patricia Joyce (Sarah Middleton), Louise Lewis (Margaret Lennon), Edward Binns (Representative Paul Carlson), Phyllis Coates (Helen Mayfield), Robert J. Stevenson (Webster), DeForest Kelley (Gregg Wilson)

## Question: How Long Is the Shadow of a Man?
- Prima televisiva: 1º gennaio 1965
- Diretto da: Richard C. Sarafian
- Scritto da: Wanda Duncan, Bob Duncan

### Trama
- Guest star: Lloyd Gough (Perovich), Walter Brooke (Arnold Hampton), Gene Lyons (Lou Shepley), John Pickard (Vance Durant), Templeton Fox (Elsie), Vera Miles (Lucy Hampton)

## Question: What Is a Requiem for a Loser?
- Prima televisiva: 8 gennaio 1965
- Diretto da: Lamont Johnson
- Scritto da: Jack Guss

### Trama
- Guest star: Warren Oates (Eugene Henson), Ed Prentiss (Haydon), Martin Milner (Representative Scott Fleming), Carl Benton Reid (Clyde Crane), Barbara Feldon (Aurora Fleming)

## Question: What Did You Do All Day, Mr. Slattery?
- Prima televisiva: 15 gennaio 1965
- Diretto da: Richard C. Sarafian
- Scritto da: William P. McGivern

### Trama
- Guest star: Eduardo Ciannelli (Karl Frankic), Don Keefer (George Farnum), Charles Drake (David Bryant), Sallie Brophy (Kay Bryant), Michael Hinn (sceriffo Cooper), Richard Reeves (Guilfoil), Russ Conway (Grant), Arthur Franz (Morris), Michael Pataki (John Frankic), Whit Bissell (Combs), Lee Krieger (Tom Devlin), Eddie Rosson (Marty Frankic), Carroll O'Connor (Victor Newleaf), Denver Pyle (George Ward)

## Question: How Do You Fall in Love with a Town?
- Prima televisiva: 22 gennaio 1965
- Diretto da: Robert Gist
- Scritto da: Gilbert Ralston

### Trama
- Guest star: R. G. Armstrong (Jonathan Blaine), Julie Sommars (Electra Walton), James Dunn (Samuel Walton), Frank Marth (Roger Blaine), Patience Cleveland (Miss Perris), Karl Lukas (Hensen), L. Q. Jones (Kelly Simpson), Lee Tracy (Ben Gifford)

## Question: Does Nero Still at Ringside Sit?
- Prima televisiva: 5 febbraio 1965
- Diretto da: Gerald Mayer
- Scritto da: Dean Riesner

### Trama
- Guest star: Madlyn Rhue (Lupe Leon), Val Avery (Lou Teller), Gene Evans (colonnello Thomas McAllen), Robert Blake (Jerry Leon), Harvey Stephens (Lewis Wanamaker), John Lupton (Jimmy Conlin), Preston Hanson (Gil Peterson), Richard Anderson (Jim Cummings)

## Question: How Do You Catch a Cool Bird of Paradise?
- Prima televisiva: 12 febbraio 1965
- Diretto da: Mark Rydell
- Scritto da: Michael Zagor

### Trama
- Guest star: Sidney Clute (Representative Sam Norris), James Davidson (Tony Keller), Simon Oakland (Murray Keller), Raymond St. Jacques (Bud Rollins), Sean MacGregor (Addict), Tony Becker (Don Schantz), Susan Bay (Jan Riggs), June Dayton (Lillian Keller), Frank Maxwell (Otto Lester)

## Question: When Do We Hang the Good Samaritan?
- Prima televisiva: 19 febbraio 1965
- Diretto da: Mark Rydell
- Scritto da: Michael Zagor, Wanda Duncan, Bob Duncan

### Trama
- Guest star: Marge Redmond (Elsie Fancher), William Hansen (Adam Smith), Barbara Eden (Lucrecia Kirk), Joe Brooks (Sam Fancher), H. E. West (giudice), Jack Orrison (Porter), Larry Ward (Jackson), Owen Bush (Finley), Harlan Warde (dottor Gregory), Michael Hinn (sceriffo Hawkins), Claude Akins (dottor Roy Kirk)

## Question: Is Democracy Too Expensive This Year?
- Prima televisiva: 26 febbraio 1965
- Diretto da: Robert Gist
- Scritto da: S. Lee Pogostin

### Trama
- Guest star: John Larch (professore Jonathan Styx), Debbie Megowan (Lisa Styx), Stephen Brooks (Ben Styx), Ann Elder (Myra Styx), Herb Ellis (reporter), Sara Seegar (Harriet Pincuss), Jonathan Whittaker (Douglas Styx), Rosemary Murphy (Beth Styx), Ed Begley (Harvey Peabody)

## Question: Did He Who Made the Lamb Make Thee?
- Prima televisiva: 5 marzo 1965
- Diretto da: Richard C. Sarafian
- Scritto da: William P. McGivern

### Trama
- Guest star: Ken Lynch (George Carr), Alfred Ryder (Dutton), James Patterson (Adam Marsten), Wesley Addy (dottor Ralph Newsome), Booth Colman (giudice), Janice Rule (dottor Kay Pearson)

## Question: Who You Taking to the Main Event, Eddie?
- Prima televisiva: 12 marzo 1965
- Diretto da: Richard C. Sarafian
- Scritto da: Robert E. Thompson

### Trama
- Guest star: Percy Rodriguez (Eddie Brookman), Cicely Tyson (Sarah Brookman), Warren Stevens (Arnold Layton), Bartlett Robinson (Representative Jasper Bennett), Robert De Coy (dottor Glenn), Robert P. Lieb (Fisher), Tige Andrews (Horse), Zohra Lampert (assistente del procuratore distrettuale Arlene Mancuso)

## Question: What's New in Timbuctoo?
- Prima televisiva: 19 marzo 1965
- Diretto da: Gerald Mayer
- Scritto da: James E. Moser

### Trama
- Guest star: John Lasell (George Allen), Harry Lauter (Webster), Nancy Wickwire (Liz O'Riordan), Barry Atwater (Angus Winters), Frank Evans (Moderator), David McLean (Arthur Wozchek), Pat O'Brien (Raymond J. O'Riordan)

## Question: Bill Bailey, Why Did You Come Home?
- Prima televisiva: 2 aprile 1965
- Diretto da: Richard C. Sarafian
- Scritto da: Stanford Whitmore

### Trama
- Guest star: Logan Field (Jeffrey Andrews), Kathleen Freeman (Mrs. Lorgan), Fred Clark (Jim Lorgan), Russ Conway (Marvin Frant), Katie Sweet (Small Girl), Marie Worsham (Shrill Mother), Stuart Nisbet (ufficiale di polizia), Matty Jordan (Wrecker), Len Wayland (Mike Harcourt), Louise Troy (Evelyn Willis), Charles Irving (Sam Garnett), Forrest Tucker (Bill Bailey)

## Question: What Time Is the Next Bandwagon?
- Prima televisiva: 9 aprile 1965
- Diretto da: Lamont Johnson
- Scritto da: Preston Wood

### Trama
- Guest star: Jonathan Hawke (James Seabrook), Robert J. Stevenson (Harry Finster), Dianne Foster (Claudia Strickland), Murray Hamilton (Edward Tillman), S. John Launer (presidente), Joan Tompkins (Dorothy Ralston), Ford Rainey (Daniel Ralston)

## Question: What's a Swan Song for a Sparrow?
- Prima televisiva: 16 aprile 1965
- Diretto da: Robert Gist
- Scritto da: Jack Guss

### Trama
- Guest star: Russell Collins (Jim Cummings), Sidney Clute (Owen Gregory), Frank Marth (Jasper Bennett), Sorrell Booke (Max Rice), Johnny Whitaker, Ben Yaffee (Schwartz), Al Freeman, Jr. (Arthur Courtney), Merritt Bohn (Comstock), Robert Ball (August Sneed), Elsa Lanchester (Louella Woodward)